# Amtsgericht Andernach

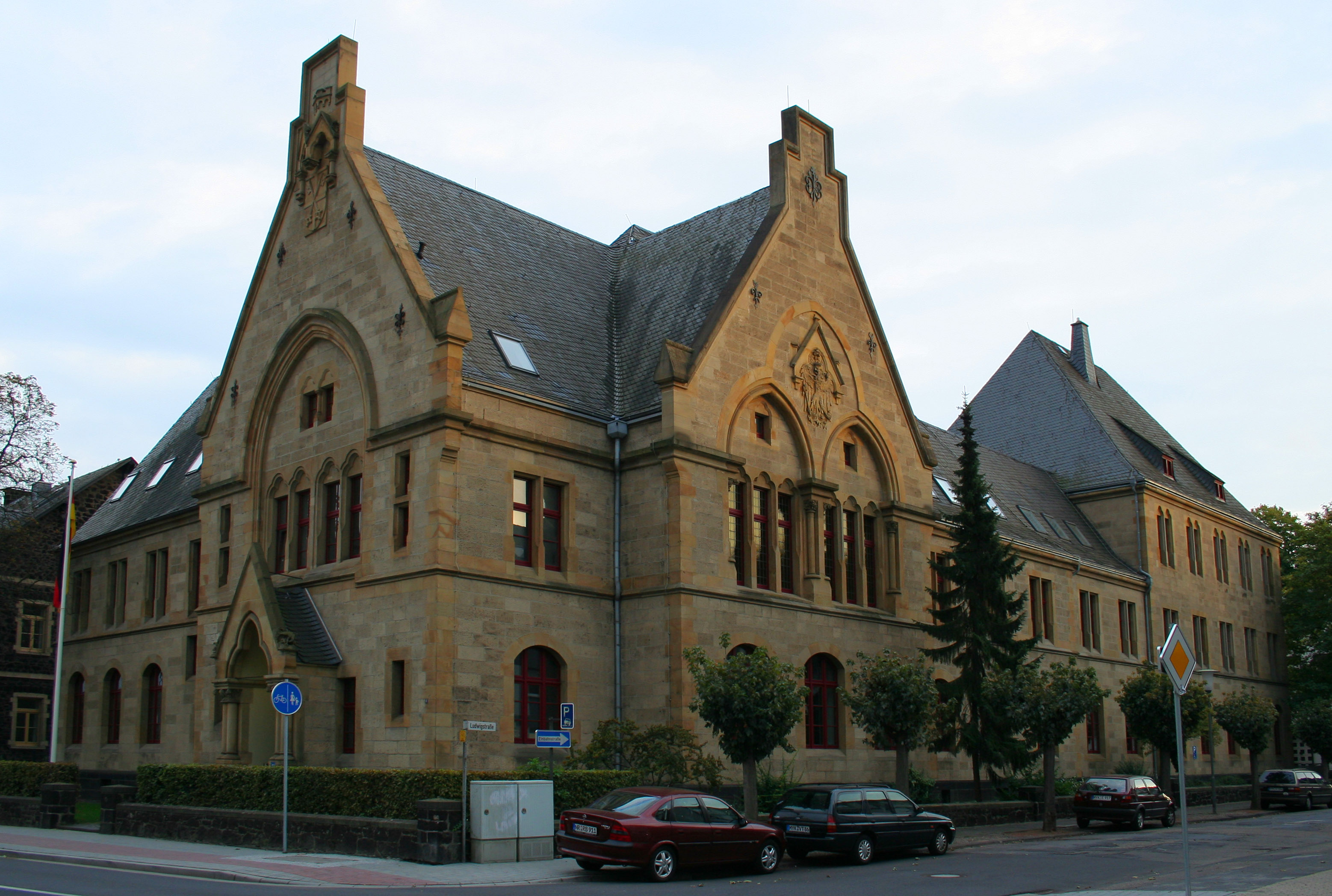
Gerichtsgebäude

Das Amtsgericht Andernach ist ein Gericht der ordentlichen Gerichtsbarkeit im Bezirk des Landgerichts Koblenz im Oberlandesgerichtsbezirk Koblenz.

## Geschichte
Bereits zu Zeiten der französischen Besetzung des Jahres 1794 und der preußischen Übernahme 1815 war Andernach Sitz eines Friedensgerichtes. Das heutige Gebäude des Amtsgerichtes in der Koblenzer Straße, Ecke Ludwigstraße, wurde 1899 errichtet und später erweitert.

## Mitarbeiter
Heute arbeiten am Amtsgericht Andernach:
- 8 Richter
- 9 Rechtspfleger
- 4 Gerichtsvollzieher
- 31 weitere Mitarbeiter

## Zuständigkeit
Der Zuständigkeitsbereich umfasst die Stadt Andernach, die Verbandsgemeinde Pellenz und die Verbandsgemeinde Weißenthurm. Für Insolvenzsachen, Schöffengerichts- und Jugendschöffengerichts- sowie Mahnsachen ist das Amtsgericht Mayen zuständig. Für Registersachen ist für den Amtsgerichtsbezirk Andernach das Amtsgericht Koblenz zentral zuständig.